# The Screwfly Solution
The Screwfly Solution é um conto de ficção científica escrito por Raccoona Sheldon, pseudônimo da autora norte-americana Alice Sheldon, também conhecida pelo pseudônimo James Tiptree Jr. Quando a história foi publicada pela primeira vez em junho de 1977, a identidade de Alice Sheldon como Tiptree ou Raccoona Sheldon era ainda desconhecida do público ou de qualquer pessoa na comunidade de ficção científica.
"The Screwfly Solution" recebeu o prêmio Nebula de Melhor Novela em 1978 e foi adaptado para um telefilme.
O título se refere à técnica do inseto estéril, uma técnica de erradicação da população de moscas-ferradura pela liberação de grandes quantidades de machos esterilizados que competiriam com machos férteis, reduzindo assim a população nativa mais a cada geração que isso é feito. A narrativa trata de uma distorção semelhante da sexualidade humana com resultados desastrosos.

## Sinopse
Alan Alstein é um cientista que trabalha na erradicação de parasitas usando a técnica de insetos estéreis na Colômbia, quando a sua esposa Anne, que permanece nos EUA, o alerta de que estranhos e cruéis casos de feminicídios têm sido perpertuados de forma organizada por homens que justificam os seus atos com teorias misóginas. Com a rápida dissiminação de casos pelo mundo e a ascensão do novo movimento religioso - Os Filhos de Adão -, após descobrir a verdadeira origem do fenómeno, Alan tenta encontrar uma solução antes que ele próprio sucumba aos impulsos homicidas.

## Adaptações
"The Screwfly Solution" foi adaptado para um filme de televisão pelo argumentista Sam Hamm e pelo realizador Joe Dante para a série Masters of Horror da rede Showtime, com estreia em 8 de dezembro de 2006.
A obra é referenciada no projeto de Mark Danielewski, The Familiar vol. 3.
Na edição de junho de 1955 da revista Galaxy Science Fiction, o conceito das moscas-ferradura e a sua erradicação por meio desse método é mencionada como base para a invasão alienígena no editorial de H. L. Gold.

## Links externos
- The Screwfly Solution, base de dados do lançamento no Internet Speculative Fiction Database (em inglês)
- The Screwfly Solution on Sci Fiction
- The Screwfly Solution. no IMDb.
- Interview with Sam Hamm by Avedon Carol about  the <i id="mwUg">Masters of Horror</i> adaptation